# Scion tC
Der Scion tC war ein Kombicoupé der zu Toyota gehörigen Marke Scion. Der in zweiter Generation angebotene Wagen basierte auf dem Toyota Avensis, verfügte aber über ein komplett eigenständiges Design. Wie alle Scion-Modelle war der tC unter diesem Namen nur in Nordamerika erhältlich;  die zweite Generation wurde in einigen anderen Ländern als Toyota Zelas angeboten.

## Generation 1
Die erste Generation des tC wurde 2004 eingeführt und basiert auf dem 2003er Avensis. Die von den üblichen Scion-Modellen abweichende Bezeichnung rührt daher, dass XC bereits von Volvo für deren SUVs verwendet wird.
Der im tC verwendete 2,4-l-Motor mit 120 kW entstammt dem Avensis und fungiert dort als größte Motorisierung. Der tC machte zeitweise die Hälfte aller verkauften Scion-Modelle aus.

## Generation 2
Im Oktober 2010 wurde die zweite Generation des tC in den USA eingeführt. Dieses Modell wurde auch in Nahost und China als Toyota Zelas eingeführt. Der Wagen basierte auf der Plattform des 2009 in Europa eingeführten Avensis. Wie auch bei diesem hat sich das Erscheinungsbild nur in der Front stark verändert; die Maße sind nahezu gleich geblieben.
Der im tC der zweiten Generation verwendete 2,5-l-Motor (Toyota 2AR-FE) entstammt nicht mehr dem Avensis.
2013 erfuhr das Modell ein Facelift das vor allem durch eine geänderte Frontscheinwerferform und geänderte Stoßfänger unterscheidbar ist. Die Rückleuchten wurden auf LED-Leuchtmittel umgestellt. Die Motorleistung wurde auf 133 kW (181 PS) angehoben.
Der Scion tC wurde in Nordamerika 2016, zusammen mit den restlichen Modellen der Marke, eingestellt.